# Andreas Öberg
Andreas Öberg (Stockholm, 1978. augusztus 6. –) svéd gitáros, dalszerző.

## Pályafutása
Hétéves korától klasszikus gitárjátékot tanult. Tizenkét évesen elektromos gitáron bluest és fúziós dzsessz is játszott – egy tanára hatására.
Tizennyolc éves korára Öberg hírnevet szerzett az élénk svéd dzsesszéletben. Felvették a Királyi Zeneakadémiára is (Royal Music Academy in Stockholm).
Számos svéd dzsesszelőadóval lépett fel.
Különböző stílusokban olyan művészekkel játszott, mint Les Paul, Barbara Hendricks, Jimmy Rosenberg, Putte Wickman, Joe Beck, Bruce Forman, Frank Vignola, Bucky Pizzarelli, Ulf Wakenius, Joey DeFransesco, Mark Murphy, Stochelo Rosenberg, Angelo Debarre, Marian Petrescu, Dorado Schmitt, Ken Peplowski, Florin Niculescu,... stb.
Andreas Öberg egyaránt játszik mainstream dzsesszt, modern dzsesszt és gipsy swinget – Django Reinhardtot követve. Energikus játékával, technikai tudásával és swingjével világszerte lenyűgözi hallgatóit. Fellép a tévékben és a rádiókban is. A dzsessz- és gitármagazinok is gyakran írnak róla.

## Albumok
- 2004: Andreas, Rotary & Yorgui
- 2005: Young Jazz Guitaris
- 2006: Live in Concert
- 2007: Solo
- 2008: My Favorite Guitars
- 2010: Thrivin': Live at Jazz Standard
- 2010: Six String Evolution
- 2013: Live

## Díjak
- 2002: Awards Fasching Jazz Award
- 2002: Winner of National Jazz Competition
- 2002: Guitar Peoples Prize (jelölés)
- 2003: Hagstrm Guitar Award
- 2003: Armstrong Award
- 2004: Gevalia Award
- 2004: Scandinavian Patron of Le Quecumbar
- 2004: Guitar Peoples Prize (jelölés)
- • · • : Winner of the Audience Prize at the final of Gibson
- 2006: Nemzetközi Gitáros Verseny – Montreux-i Jazz Fesztivál